# Masaharu Satō
Masaharu Satō (jap. 佐藤 正治 Satō Masaharu; ur. 1 lipca 1946) – japoński seiyū, sporadycznie użyczający głosu w dubbingu. Pracuje dla agencji Aoni Production.

## Wybrane role głosowe

### Anime
- 1978: Magiczne igraszki –
  - sprzedawca na stacji,
  - pracownik A
- 1979: Kidō Senshi Gundam –
  - Marigan,
  - Twanning
- 1981: Tygrysia Maska – Abdullah The Butcher
- 1981: Dr. Slump –
  - Pagos,
  - Farmer,
  - Jr. High Principal,
  - Pan Świnia
- 1981: Hallo Sandybell – Scott
- 1982: Olympos no Pollon – Dionizos
- 1984: Skrzaty z Wyspy Li – ojciec Cinthii
- 1984: Pięść Gwiazd Północy –
  - Belga,
  - Bugal,
  - Elder,
  - Gauguin,
  - Gōda,
  - wujek Juzy,
  - porywacz,
  - Kogure,
  - starzyzna wioski
- 1985: Kidō Senshi Zeta Gundam – doktor Hasan
- 1985: Chōjū Kishin Dancouga – generał Gil Dorom
- 1986: Pollyanna – Edward Kent
- 1986: Rycerze Zodiaku –
  - Chrysaor Krishna,
  - Docrates,
  - Gigas,
  - Jaki
- 1986: Dragon Ball –
  - Black,
  - delfin,
  - Jasmine,
  - Nao,
  - Pagos,
  - Pan Świnia,
  - członek Usagi-dan,
  - tygrys szablozębny,
  - ojciec Suno
- 1987: City Hunter – Kurosaki
- 1987: Mała Dama – Robert
- 1989: Dragon Ball Z –
  - Blueberry,
  - Boss,
  - Coach,
  - Giant,
  - Gozu,
  - King Cold,
  - Lao Chu,
  - Mezu,
  - Musuka,
  - Olivu,
  - Saichourou,
  - Shenlong,
  - Tard
- 1993: Yaiba – legendarny samuraj – Musashi Miyamoto
- 1993: Slam Dunk –
  - Hayama,
  - Takatou Riki,
  - Tetsuo
- 1994: Wojowniczki z Krainy Marzeń –
  - Golem,
  - Potwór
- 1995: Slayers: Magiczni wojownicy –
  - Soromu,
  - Czarodziej 1
- 1997: Berserk – Hail
- 1997: Dragon Ball GT –
  - Black,
  - Shén Lóng
- 1998: Pokémon – Tamaranze
- 1998: Yu-Gi-Oh! –
  - Black,
  - Wicedyrektor
- 1999: One Piece – John Giant
- 2001: InuYasha –
  - Goshinki,
  - Nanushi
- 2001: Vandread – Doyen
- 2001: Angelic Layer – ojciec Shuko
- 2003: Bobobo-bo Bo-bobo – Tuyosi
- 2004: Samurai Champloo –
  - sprzedawca,
  - Machinenki
- 2005: Bleach – członek Onmitsukidō
- 2005: Pokémon Advance – Tamaranze
- 2007: Gintama – mistrz Soul Flat Sugar
- 2007: Bakugan: Młodzi wojownicy – HAL-G
- 2008: Code Geass: Lelouch of the Rebellion – Czarny Król
- 2008: Bleach – Kumoi Gyōkaku
- 2009: Dragon Ball Kai – Kame-Sennin
- 2010: Fairy Tail – Ivan Dreyar
- 2012: Atak Tytanów – dziadek Armina
- 2015: Dragon Ball Super – Kame-Sennin
- 2021: Tsuki ga michibiku isekai dōchū – Morris

### Tokusatsu
- 1993–1994: Denkō Chōjin Gridman – Khan Digifier
- 1996: B-Fighter Kabuto – Mole Beast Mogerado
- 1996–1997: Ultraman Tiga –
  - Kyrieloid,
  - Ligatron,
  - Alien Raybeak,
  - Alien Muzan,
  - Kyrieloid II,
  - Metamorga
- 2000: Mirai Sentai Timeranger – Bodyguard Hybrid
- 2001: Kamen Rider Agito –
  - Hydrozoa Lord/Hydrozoa Ignio,
  - Lizard Lord/Stellio Dextera,
  - Lizard Lord/Stellio Sinistra
- 2003–2004: Bakuryū Sentai Abaranger –
  - Dezumozorlya,
  - DezumoVoorla,
  - DezumoGevirus
- 2005: Tokusō Sentai Dekaranger – Tylerian Durden
- 2006: Gōgō Sentai Boukenger – Tsukumogami Jōgami
- 2007: Jūken Sentai Gekiranger – Buffalo-Fist Gyūya
- 2008: Engine Sentai Go-Onger – Happa Banki
- 2015: Shuriken Sentai Ninninger – Yōkai Tengu